# بيتر ستيرلينغ (باحث)
بيتر ستيرلينغ (بالإنجليزية: Peter Sterling)‏ هو باحث أمريكي، ولد في 28 يونيو 1940 في نيويورك في الولايات المتحدة.